# Eve & Rave
Eve & Rave (Eigenschreibweise eve&rave) sind bzw. waren eingetragene Vereine in den deutschen Städten Berlin, Kassel, Köln und Münster sowie in der Schweiz. Der Name der Vereine setzt sich aus den Wörtern „Eve“ als Bezeichnung für eine Art von Ecstasy-Tabletten und „Rave“ für die gleichnamigen elektronischen Musikveranstaltungen zusammen.
Zielsetzung ist die Förderung der Party- und Technokultur und die Minderung der Drogenproblematik durch akzeptierende Drogenarbeit. Hierzu bieten die Vereine den Drogenkonsumenten Informationen zu den einzelnen Rauschmitteln an, mit dem Ziel eines möglichst risikoarmen Gebrauchs (Safer Use) dieser Substanzen. Eve & Rave plädiert für eine Entkriminalisierung von Drogenkonsumenten, Drogenmündigkeit und Drug-Checking, was mittlerweile auch viele deutsche Strafrechtsprofessoren (Schildower Kreis), Teile der Polizei, einige namhafte Ökonomen und zunehmend breitere Schichten der Gesellschaft für den einzig gangbaren Weg halten, um die Drogenproblematik in vernünftige Bahnen zu lenken.

## Geschichte
Am 12. Oktober 1994 wurde der Verein Eve & Rave e. V. Berlin gegründet, mit dem Ziel die Party- und Technokultur zu fördern und das Nachtleben nachhaltig sicherer zu machen und qualitativ zu verbessern (Safer House oder auch Safer Clubbing). Ein zentraler Punkt hierbei war – neben vielen anderen – die Drogenproblematik durch akzeptierende Drogenarbeit zu mindern.
Im Jahre 1996 wurde die Idee in den Städten Münster und Solothurn (Schweiz) aufgegriffen. So entstand der Verein Eve & Rave (Schweiz) und in Kooperation mit der AIDS-Hilfe Münster e. V. das Projekt Eve & Rave Münster, das seit 2003 ein eingetragener Verein (eve&rave Münster e. V.) ist. Außerdem gründeten sich die Vereine Eve & Rave e. V. NRW (Köln) und später Eve & Rave Kassel. Diese bestanden jedoch im Vergleich zu Berlin, Münster und der Schweiz nur relativ kurz.
Alle Eve&Rave-Vereine arbeiteten von Beginn an drogenakzeptierend. Drogenkonsum wird als gesellschaftliche Realität anerkannt. Das Abstinenzparadigma (die generelle Verurteilung jeglichen Konsums illegalisierter Drogen) wird von Eve & Rave als realitätsfremd eingestuft. Daher erarbeitete das Autorenkollektiv techno-netzwerk berlin unter maßgeblicher Beteiligung von Eve & Rave Berlin im Jahr 2000 für das deutsche Bundesministerium für Gesundheit ein Drug-Checking-Konzept für die Bundesrepublik Deutschland. Nachdem Eve & Rave Berlin, NRW und Kassel ihre Tätigkeit eingestellt haben, verbleiben als die letzten beiden aktiven Vereine noch Eve & Rave Münster und Eve & Rave (Schweiz).

## Eve & Rave Berlin
Eve & Rave e. V. Berlin wurde am 12. Oktober 1994 gegründet und bestand bis zum 21. März 2011. Geistiger Vater des Vereins war der Soziologe Helmut Ahrens. Zu den Gründungsmitgliedern gehörte auch Ute Aschendorf. Zwischen Februar 1995 und September 1996 organisierte der Verein unter anderem so genannte Drug-Checking-Stände auf Technoparties, bei denen die von Gästen mitgebrachten Drogen auf Wirkstoffgehalt und Zusammensetzung getestet werden konnten. Eve & Rave gab diverse Broschüren und Flyer heraus und betrieb eine Website (www.eve-rave.net).

## Eve & Rave Kassel
Eve & Rave Kassel bestand nur kurz und hat sich aufgrund von zu geringen Mitgliederzahlen im November 2003 wieder aufgelöst. Eine Website (www.eve-rave-kassel.de und www.eve-rave.org) gab es nur kurz. Die Internet-Domain „eve-rave.org“ wird seit Mai 2015 von Eve & Rave Münster genutzt.

## Eve & Rave Münster
Eve & Rave Münster wurde im Jahre 1996 nach dem Vorbild von Eve & Rave Berlin als Projekt der AIDS-Hilfe Münster e. V. gegründet und ist seit dem 5. Juni 2003 ein eingetragener Verein (eve&rave Münster e. V.). Eve & Rave Münster arbeitet seit seiner Gründung in enger Kooperation mit der Stadt Münster. Die Aktivitätsschwerpunkte des Vereins lagen von Beginn an auf der Vor-Ort-Arbeit in den Clubs im Großraum Münster (z. B. Cosmic Club, Club Depot, Dockland, Fusion Club usw.) und auf Informationsveranstaltungen u. a. für Lehrer, Schüler und Eltern. Eve & Rave Münster hat jedoch recht schnell auch überregionale Aufgaben wahrgenommen. So betreut der Verein u. a. seit 1998 die Techno-Großveranstaltung Mayday, seit 2002 die Nature One, seit 2003 die Ruhr-in-Love, seit 2013 die Syndicate und seit 2015 die RadioNation und Toxicator mit Informationsständen. Seit 2001 ist Eve & Rave Münster in beratender Funktion für die Bundeszentrale für gesundheitliche Aufklärung (BZgA) und später auch das Bundesministerium für Gesundheit (BMG) tätig. Von 2003 bis 2006 war der Verein Mitglied des Arbeitskreises Healthy Nightlife der BZgA, in dem der Weltdrogentag 2004 geplant und von Eve & Rave Münster maßgeblich mitgestaltet wurde. Darüber hinaus hat dieser Arbeitskreis den Leitfaden „Nachts Leben“ – Gesundheitsförderliche Maßnahmen im Nachtleben entwickelt, der seit September 2005 gedruckt und als Download kostenlos erhältlich ist. Seit 2011 bietet der Verein zusätzlich auch Informationsveranstaltungen an Fahrschulen an und ist Gründungsmitglied der Interessengemeinschaft PEER-Projekt an Fahrschulen (PPF) im April 2014. Aufgrund des zunehmenden Medikamentenmissbrauchs zur kognitiven Leistungssteigerung unter Schülern, Studenten und in der Arbeitswelt hat der Verein im Jahre 2014 sein Angebot auf das Thema Neuro-Enhancement (Hirn-Doping) ausgeweitet.
Die Website von Eve & Rave Münster wurde am 17. Mai 2015 aus organisatorischen Gründen auf eine neue Internet-Domain verschoben (von www.eve-rave.de nach www.eve-rave.org).

## Eve & Rave NRW
Eve & Rave e. V. NRW aus Köln existierte einige Jahre. Mittlerweile ist der Verein nicht mehr aktiv.

## Eve & Rave Schweiz
Eve & Rave (Schweiz) wurde im Februar 1996 in Solothurn nach dem Vorbild von Eve & Rave Berlin gegründet. Seither setzt sich der Verein kontinuierlich für die permanente Einführung des Drug-Checking in der Schweiz ein. Seit 1999 betreibt der Verein eine Website (www.eve-rave.ch) und ein moderiertes Diskussionsforum. Nach Einführung des RIP Banners können verstorbene User, sofern der Tod durch private Kontakte, Todesanzeigen oder Angehörige der Forenleitung mitgeteilt wird, identifiziert werden.